# Posiłek

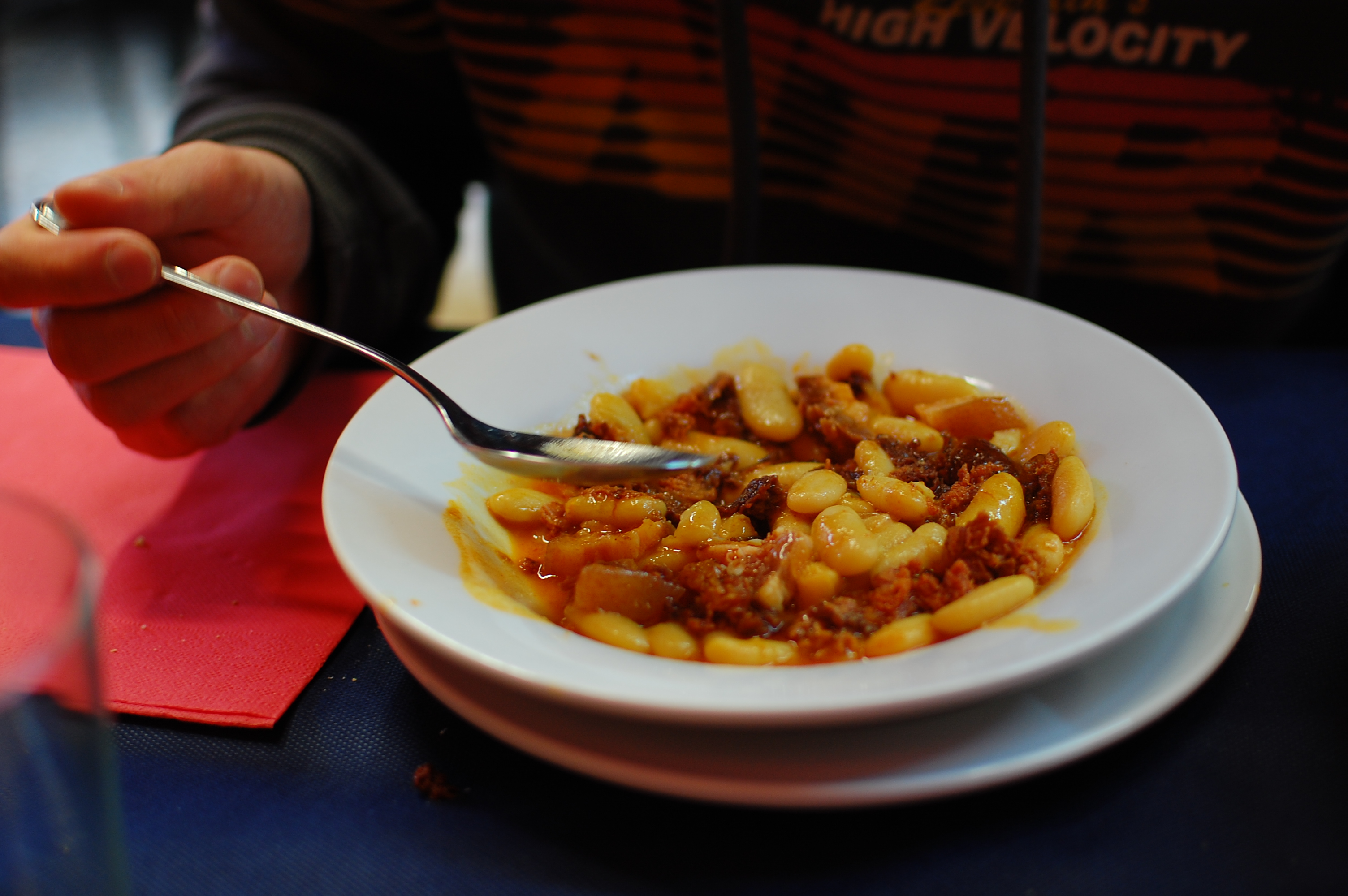
Posiłek

Posiłek – zestaw potraw lub produktów żywnościowych spożywanych stosownie do określonej pory dnia. 
Główne posiłki w Polsce to: śniadanie, obiad, podwieczorek i kolacja. W innych strefach kulturowych może to być np. lunch, brunch lub iftar. Uroczystą formą posiłku jest przyjęcie.